# Perdix
Perdix é um gênero de perdiz que tem representantes na maior parte das regiões temperadas da Europa e  Ásia. Um dos seus integrantes, a perdiz-cinzenta, também foi introduzida nos Estados Unidos e Canadá.
São pássaros não-migratórios, que habitam campos abertos. Seus ninhos são feitos em buracos no solo ou próximo a locais cobertos, e se alimentam de diversos tipos de sementes e insetos.
Perdizes de tamanho médio, seus bicos têm cores pouco chamativas, com uma coloração marrom rajada em sua parte superior e caudas vermelhas. Não apresentam esporas em suas pernas, e a única diferença entre os dois sexos está na plumagem das fêmeas, que é mais desbotada.
A perdiz-dáurica e a perdiz-cinzenta são parentes próximos, e têm uma aparência muito semelhante, formando uma superespécie. A perdiz-tibetana se destaca por um padrão distinto de coloração preto e branco em sua cabeça, pelo negro em seu peito e por um rabo formado por 16 penas, em vez das 18 das outras espécies. Nenhuma das espécies está ameaçada globalmente, porém as duas espécies mais difundidas são caçadas em excesso em partes dos locais que habitam. A perdiz-cinzenta foi muito afetada por mudanças agriculturais, e seu habitat foi consideravelmente reduzido. A perdiz-tibetana parece estar segura tanto pela amplitude do território que habita, bem como pela sua inacessibilidade, no Planalto Tibetano.
O pássaro tem o nome de um personagem da mitologia grega, sobrinho de Dédalo, que foi transformado no pássaro pela deusa Atena quando seu tio o assassinou, por ciúmes.